# Phyllachora massinii
Phyllachora massinii är en svampart som beskrevs av Toro 1926. Phyllachora massinii ingår i släktet Phyllachora och familjen Phyllachoraceae.   Inga underarter finns listade i Catalogue of Life.